# Darude
Darude, Ville Virtanen (Eura, 1975. július 17. –) finn DJ és zenei producer. 1995-ben kezdett zenét készíteni, a "Sandstorm", platina minősítést is szerzett kislemeze 1999 végén jelent meg. A debütáló stúdióalbuma, a Before the Storm 2000. szeptember 5-én látott napvilágot és 800.000 példány fogyott el belőle világszerte, Darude pedig három finn Grammy-díjat kapott. Első helyezett lett a finn hivatalos slágerlistán, és hatodik az Egyesült Államokban a Billboard magazin Dance/Electronic Albums slágerlistáján. Darude második stúdióalbuma, a Rush, a 11. helyet érte el a Billboard dance charton 2003-ban és a negyedik helyet a heti album slágerlistán Finnországban.
A harmadik stúdióalbuma, a Label This! 2007-ben jelent meg. Bár nem ért el olyan magas pozíciót, mint az előző albumai, a Gawker blog megdicsérte az albumról kimásolt "In the Darkness" című kislemezt, és úgy jellemezte, "ez egy sodródó, finom, pókhálószerű trance zene, feszesen komponált, könnyen táncolható, és van egy lebegő, vitathatatlan vonzereje". 2011-ben társalapítója volt az EnMass Music kiadónak, amin keresztül számos mix válogatást jelentetett meg, a Salmiakki Sessions című rádiós műsorához kapcsolódva. Fellépett olyan fesztiválokon, mint a 2014-es tizedik jubileumát ünneplő Tomorrowland és a 2015-ös Future Music Festival, majd kiadta legújabb stúdióalbumát, a Moments-et 2015. augusztus 18-án. Ezt egy egyesült államokbeli és kanadai turné követte 2015. szeptemberében. A zenéje jellemzően progresszív stílusú.
2019-ben az Eurovíziós Dalfesztiválon ő képviselte Finnországot Tel-Avivban. A produkcióban énekesként részt vett Sebastian Rejman is. Look Away című dalukkal az első elődöntő utolsó helyén végeztek, így nem jutottak tovább a döntőbe.

## Zenei karrier

### Korai évek és a "Sandstorm" (1990-es évek)
Virtanen egy, az Eura városhoz tartozó Hinnerjoki-ban született Finnországban. Virtanen karrierjét zenészként kezdte, amíg a Turku Polytechnic-nél tanult, zenét készített a számítógépén található tracker szoftverével. A zenekészítés iránti érdeklődése gyorsan növekedett, egyre komolyabb produkciós technikákat kezdett használni. Egy iskolai buli alatt a Rude Boy-t játszotta le többször egymás után, ezért Rude Boy-nak kezdték hívni, ami átalakult Da Rude-dá, majd később Darude-dé. 1995 óta a finn trance és house zenei élet aktív résztvevőjeként, Virtanen folytatta zenei tevékenységét a ’90-es évek második felében is. Elkezdett alkalmanként demókat megjelentetni 1997-ben rádiócsatornák számára, és letöltésre kínálta a zenéjét az MP3.com oldalon, így vált ő a promóciós céllal való online fájlmegosztás egyik korai alkalmazójává.
1999-ben Darude adott egy demo-t a "Sandstorm" számához a producerének, JS16-nak (Jaako Salovaara). Virtanen a producer 16 Inch Records lemezkiadójához szerződött, és röviddel utána a "Sandstorm" megjelent kislemezként. A zenei alapját 2 évvel korábban elkészítette, egy nagyobb pakolás közepette találta meg ismét. A "Sandstorm" nemzetközileg is sikeres slágerré vált, platina minősítést kapott és megtartotta első helyét a finn Dance Chart toplistán 17 héten keresztül. Miután a harmadik helyet megszerezte az Egyesült Királyságban (korábban ilyen nem fordult elő finn dal esetében), a "Sandstorm"-ból végül 2 millió lemezt adtak el, és ez lett a világ legnagyobb példányszámban eladott 12”-es kislemeze 2000-ben. A dal szélesebb körben bemutatásra került a médiában, különösen sporteseményeken és videojátékok betétdalaként és televíziós műsorokban. Különböző videók és élő közvetítések keretében a "Sandstorm"-ot 60 milliószor játszották le 2014 decemberéig, és 2015 októberében a szám platina minősítést szerzett és meghaladta a 600,000-es eladási példányszámot az Egyesült Királyságban.
Az első élő fellépése 1999. december 5-én volt a finnországi Tampere-ben.

### Before the Storm és Rush (2000–06)
Darude debütáló stúdióalbumának, a Before the Storm-nak JS16 (Jaako Salovaara) volt a producere és JS16 két remixét is tartalmazza az album. A lemez több kislemezt foglal magába, beleértve a "Sandstorm"-ot is. A második kislemez, a "Feel the Beat", megismételte a "Sandstorm" sikerét, első helyét két hétig megtartotta a finn kislemezeladási slágerlistán és ötödik helyet érte el a brit kislemezeladási listán. A Before the Storm 2000. szeptember 5-én jelent meg és 800,000 példányt adtak el belőle világviszonylatban, Darude három Grammy-díjat szerzett vele. A dal számos slágerlistára felkerült, köztük a finn hivatalos albumeladási toplistán az első helyet, a Billboard Dance/Electronic Albums listán a hatodikat, és a 11. helyet az amerikai Independent Albums toplistán. Ezenkívül 9. helyet Svédországban, a 14.-et Norvégiában és a 18.-at Kanadában, csak a legfontosabbakat felsorolva.
Darude világkörüli turnéra indult 2001-ben, és ennek apropóján kiadta a Before the Storm: Australian Tour Editiont. 2002-ben jelent meg a Before the Storm: Special Edition, Darude remixeinek a gyűjteményével.
A 2003-as év elején megjelent "Music" és a "Next to You" kislemezek után, júliusban mindkét számot tartalmazva Darude kiadta második stúdióalbumát, a Rush-t. Az album a 11. helyet érte el a Billboard Top Electronic Albums listáján és negyediket a finn heti albumeladási listáján. Mindeközben a "Next to You" az legelső helyet szerezte meg a finn kislemezeladási toplistán. MacKenzie Wilson - az AllMusic-tól - kritikájában hiányolta a számok közti változatosságot, de általánosságban dicsérettel illette az albumot, és szerinte 'az előző albumához hasonló dinamikával dolgozik a Before the Storm, a nyomást fokozva, és olajat önt a tűzre a felvillanyozó számaival. Darude tehetsége abban rejlik, hogy magas fokon tartja az energiát, anélkül, hogy az album általános légkörét ez befolyásolná, és ez az, ami őt sztárrá teszi és szerves részévé az új évezred dance színterének. A techno-t és a trance-t ízlésesen keveri tökéletessé, egységesen magas hőfokú, elegánsan ügyes spirálba.' A Rush megjelenése után Darude kemény turné ütemtervet tudhatott magáénak, különösen az Egyesült Államokban és Kelet-Európában.

### Label This!és az EnMass Music (2007–12)
2007. április 11-én jelent meg Darude "Tell Me" című kislemeze Finnországban, 2007. szeptember 19-én pedig a "My Game". A Label This!, Darude harmadik stúdióalbuma, 2007. október 24-én jelent meg Finnországban és október 27-én Európában. Az amerikai kiadás 2008-ban jelent meg, és Darude legújabb kislemezét, a "Black Lewis" közreműködésével készült "I Ran (So Far Away)"-t is tartalmazta. Ugyan az album nem került a toplisták élére, Gawker véleménye szerint az album "In the Darkness" kislemeze egy sodródó, finom, pókhálószerű AraabMuzik jellegű trance zene, olyan mint a mágikus Electronic Dream. Ahogy a 'Sandstorm', feszesen komponált, könnyen táncolható, és van egy lebegő, vitathatatlan vonzereje.
Darude-ot 2010. december 11-én a 96. helyre rangsorolták a DJ toplistán, és a 314. helyre a DJ Mag Top 100-as listáján. Akkoriban remixeket készített előadók számára, mint például ATB és a The Thrillseekers, és a Radio 1-ből ismert rádiós személyiségekkel mint Pete Tong, Judge Jules, Ferry Corsten vagy Paul Oakenfold. Darude 2011-ben társalapítóként az EnMass Music kiadót alapította meg. Az EnMass Music-on keresztül Darude kiadott egy DJ mix gyűjteményt, a Salmiakki Sessions Vol. 1-t 2011. december 20-án. A válogatás a vele azonos nevű rádiós mixműsorának reflexiója, ami 10 jelenlegi remixet és nyolc, finn előadóművészek és producerek által átdolgozott számot tartalmaz. A válogatásról öt exkluzív szám korábban nem jelent meg. Darude részt vett egy, az EnMasse kiadót bemutató tárlaton Amszterdamban, 2012 októberében.

### Turnék és aMoments
Darude folytatta a turnéját 2013-ban, fellépett a miami Groove Cruise fesztiválon és két napot játszott a Tomorrowlanden 2014 júliusában Belgiumban. 2015 márciusában Ausztráliában a Future Music Festival-on játszott mind az öt fesztiválon: Sydney-ben, Melbourne-ben, Brisbane-ben, Adelaide-ben és Perthben, ezen felül játszott a fesztiválok kapcsolódó eseményein is.
Darude legújabb stúdióalbuma, a Moments volt az első teljes hosszidejű albuma az elmúlt nyolc évben. A vendég előadóművészek listáján volt többek között a Caater és az Apocalyptica vonós együttes is. Az album vezető kislemeze, a "Beautiful Alien" korábban az első helyet szerezte meg a finn iTunes charts-on, és a dal videóklipje is megjelent 2015 márciusában. A Moments hivatalosan 2015. augusztus 14-én jelent meg, a Warner Music Finland adta ki Európa-szerte és a tengerentúlon.
Az album keveri a különböző műfajokat, mint az elektro és a progresszív house, és a We Rave You szerint „Darude tehetségét újra bebizonyítja széles műfajú spektrumon, a big-roomtól a trance-en át a dubstepig." Az album műfajainak összemixelését jól fogadták, a Dancing Astronaut megdicsérte a lemezt, megjegyezve, hogy Darude visszatért oda, ahonnan egyszer elindult. A Moments-ben kilép a közismert EDM dobozból, számtalan különböző stílussal játszva, számos műfaj megjelenik minden egyes számban. A YourEDM véleménye szerint az album „pompás”, illetve “igazán változatos hatású és hangzású”, valamint “nagyszerű produkció, zenei atmoszférák és dallamok különös módon változnak együtt a fülbemászó énekkel.”
Röviddel az album megjelenése után 2015 szeptemberében Darude bejelentett egy tíz állomásból álló turnét az Egyesült Államokban és Kanadában, a Twitch.tv San Franciscóban megrendezésre kerülő szerencsejáték és technológiai rendezvény záróünnepségére, a TwitchCon-ra 2015. szeptember 25-én és 26-án. Több, mint 20.000 résztvevővel a teljes hétvégén, Darude vezető DJ-ként jelent meg a Bill Graham Civic Auditorium hivatalos afterparty-ján 2015. szeptember 26-án és deadmau5-szal közösen is fellépett. Darude vendégként volt jelen a deadmau5 Coffee Run szériájában, beszélgetett a kanadai DJ-vel különböző témákról, mialatt deadmau5 a Lamborghini Huracán szuperkocsiját vezette. Deadmau5 szerint Darude és még alig egy páran felelősek az elektronikus zene beáramlásáért Észak-Amerikába. “Ez volt a 'Sandstorm', komolyan beszélek, ez az amire nyomultak az összes klubban. Ez volt az első alkalom, hogy az elektronikus zene kevésbé számított underground-nak, ilyen korábban nem történt.”

## Fordítás
- Ez a szócikk részben vagy egészben  a   Darude című angol Wikipédia-szócikk fordításán alapul.  Az eredeti cikk szerkesztőit annak laptörténete sorolja fel. Ez a jelzés csupán a megfogalmazás eredetét és a szerzői jogokat jelzi, nem szolgál a cikkben szereplő információk forrásmegjelöléseként.